# Imbuia
Imbuia est une ville brésilienne de l'État de Santa Catarina.

## Géographie
Imbuia se situe dans la vallée du rio Itajaí, à une latitude de 27° 29′ 34″ sud et à une longitude de 49° 25′ 26″ ouest, à une altitude de 718 mètres. Sa population était de 5 709 habitants au recensement de 2010. La municipalité s'étend sur 122 km2.
Elle fait partie de la microrégion d'Ituporanga, dans la mésorégion de la Vallée du rio Itajaí.

## Villes voisines
Imbuia est voisine des municipalités (municípios) suivantes :
- Vidal Ramos ;
- Ituporanga ;
- Alfredo Wagner ;
- Leoberto Leal.